# Memphis appias
Memphis appias (denominada popularmente, em português, finge-folha e, em inglês, Appias Leafwing) é uma borboleta neotropical da família Nymphalidae e subfamília Charaxinae, encontrada do norte da região sul do Brasil (Paraná e Santa Catarina) e sudeste do Brasil (Minas Gerais, Rio de Janeiro e São Paulo) até a Argentina (Misiones; mas também descrita para a Colômbia). Foi classificada por Jakob Hübner, com a denominação de Corycia appias, em 1825 e com seu tipo nomenclatural descrito no livro Sammlung exotischer Schmetterlinge. Suas lagartas se alimentam de plantas do gênero Croton (espécies Croton floribundus e Croton hemiargyreus; família Euphorbiaceae).

## Descrição
Adultos desta espécie, vistos por cima, possuem as asas de contornos falciformes e com envergadura chegando a até 6 centímetros, com os machos menores e mais vistosos que as fêmeas, de tonalidade azulada, mais escuros na metade superior das asas anteriores; sendo fêmeas geralmente mais maçantes, amarronzadas, e maiores do que os machos, geralmente com suas asas mais arredondadas e com projeções largas, em forma de cauda; manchas anteriores são maiores e geralmente brancas e a cor ventral é marrom em vez de verde acinzentado. Vistos por baixo, apresentam a semelhança com uma folha seca, com finos desenhos mosqueados.

## Hábitos
Como a maioria dos Anaeini, Memphis appias pode ser encontrada em habitats florestais secundários, ao longo de trilhas largas, margens de rios ou cursos de água e perto de habitações; voando em florestas caducas e perenes; onde são vistas isoladamente, se alimentando de fezes, umidade mineralizada ou frutos em fermentação, no solo; ou se aquecendo ao sol com as asas meio abertas.[carece de fontes?]